# Hexapterella
Hexapterella là một chi thực vật có hoa trong họ Burmanniaceae, lần đầu tiên được Ignatz Urban mô tả như là một chi vào năm 1903. Nó là bản địa khu vực miền bắc Nam Mỹ và đảo Trinidad.

## Các loài[1]
- Hexapterella gentianoides Urb. - tây bắc Brasil, vùng Guiana, Venezuela, Colombia, Trinidad.
- Hexapterella steyermarkii Maas & H.Maas - Cerro Aracamuni ở nam Venezuela.